# 死刑廃止を求める刑事法研究者のアピール
死刑廃止を求める刑事法研究者のアピールとは、1993年5月に発足した、刑事法研究者たちによる、死刑執行の停止、及び死刑の完全な廃止を積極的に求める活動のことである。

## 概要
1993年3月26日、それまで3年4ヶ月間途絶えていた死刑の執行が再開された。これを契機に同年5月、約80名の刑事法研究者たちが、3名の呼びかけ人代表（佐伯千仭、団藤重光、平場安治）の下に集まり懇談会を持った。そこにおいて、死刑問題に関して積極的な研究発表を行うことなどが確認され、この活動が開始された。12月に、刑事法研究者279名の賛同を経て、「死刑廃止を求める刑事法研究者のアピール」が発表される。